# Une grande excursion
Pour plus de détails, voir Fiche technique et Distribution.
Wallace et Gromit: Une grande excursion (Wallace and Gromit: A Grand Day Out) est un court métrage britannique d'animation à base de pâte à modeler réalisé par Nick Park et sorti en 1989. Créé à Bristol dans les studios Aardman Animations, il est le premier film mettant en scène Wallace et Gromit.

## Synopsis
À l'approche des vacances en Angleterre, Wallace hésite sur la destination touristique. Lorsqu'il s'aperçoit qu'il n'a plus de fromage en réserve pour manger avec ses crackers, il conçoit l'idée de se rendre en villégiature sur la Lune, satellite composé de fromage, comme chacun sait. Il construit donc une fusée avec son chien Gromit.
Une fois le duo parvenu à destination, Wallace pique-nique en dégustant du fromage lunaire sur ses crackers. Toutefois, le goût le laisse perplexe. Tandis que les amis poursuivent leur escapade gastronomique, ils croisent un peu plus loin un robot inerte, en forme de cuisinière, montée sur roulette. Wallace insère une pièce de monnaie dans une fente prévue à cet effet mais le robot reste immobile. Gromit et son maître s'éloignent.
Le robot finit par s'activer, une fois son minuteur remonté. Il s'aperçoit alors du désordre causé par le Terrien : stalagmites lunaires découpées, vaisselle, nappe et couverts laissés sur place, fuite d'huile de la fusée... Parmi les divers objets que le robot ramasse, un magazine touristique sur le ski enflamme son imagination. Après avoir déposé une amende sur l'engin spatial, il recherche les responsables des dégâts à l'aide d'une longue-vue qui lui permet de repérer, au loin, Wallace en train de manger un morceau de fromage provenant d'une autre stalagmite dépecée. Furieux, l'automate s'approche du contrevenant par derrière mais alors qu'il s'apprête à l'assommer avec une matraque, il se fige brusquement lorsque le décompte de son minuteur atteint zéro.
Contrairement à Gromit, son maître ne s'est rendu compte de rien. En découvrant la présence du robot immobile derrière son dos, Wallace se contente de saisir la matraque avant de remettre machinalement une pièce dans la fente. Il s'apprête ensuite à se rembarquer dans la fusée avec son chien et son panier rempli de fromage. À cet instant, l'automate, derechef activé, se précipite vers les deux amis dans l'espoir de voyager jusqu'à la Terre afin d'y pratiquer le ski. Effrayé par cette brusquerie, Wallace se dépêche de grimper une échelle métallique pour suivre Gromit dans la cabine de pilotage. Incapable d'emprunter la même voie à cause de ses roulettes, le robot parvient à entrer dans le compartiment inférieur de l'astronef après avoir découpé hâtivement la coque avec un ouvre-boîte. Cependant, il est projeté brutalement à l'extérieur par l'explosion du moteur-fusée qu'il allume par inadvertance.
Le véhicule spatial décolle, emportant Wallace et son chien. Resté seul sur la Lune, le robot esquisse un geste de dépit. Or il lui vient subitement l'idée d'utiliser comme paire de skis deux longues pièces métalliques qui ont été arrachées de la coque de la fusée. Tandis qu'il satisfait son goût du sport en dévalant joyeusement les pentes des collines lunaires, le robot adresse un salut d'adieu à Wallace et Gromit, qui s'en retournent chez eux.

## Fiche technique
- Titre : Une grande excursion
- Titre original : A Grand Day Out
- Réalisation, scénario et photographie : Nick Park
- Musique : Julian Nott (en)
- Production et montage : Rob Copeland (non crédité)
- Pays de production :  Royaume-Uni
- Langue originale : anglais
- Genre : Animation, comédie
- Dates de sortie[3],[4] :
  - France : 21 décembre 1994 ; 23 novembre 2016 (ressortie en numérique)

## Distribution
- Peter Sallis (VF : Francis Lax) [5] : Wallace

## Distinction
- Lauréat du Prix du public (catégorie Films d'écoles européens) au Festival Premiers Plans d'Angers 1990
- Nomination à l'Oscar du meilleur court-métrage d'animation en 1991